# S-Arrestin
S-Arrestin ist ein Protein, das eine wichtige Rolle bei der Verarbeitung von Lichtreizen in den Augen von Zweiseitentieren spielt. Es begrenzt offenbar die Weiterleitung des Lichtreizes. Beim Menschen wird S-Arrestin in der Netzhaut und der Zirbeldrüse produziert. Es kann das Antigen bei autoimmuner Uveitis darstellen. Mutationen im SAG-Gen können zum Oguchi-Syndrom, einer seltenen vererbbaren Form der Nachtblindheit, führen.
S-Arrestin ist eine entscheidende Komponente in der Abschaltung und Regulation der durch den Lichteinfall induzierten Signalkaskade. Es verbindet sich zeitweise mit aktivem Rhodopsin und verhindert so, dass noch weitere in der Signalkaskade stehende Transducinmoleküle vom Rhodopsin aktiviert werden.